# Arrest Eindhovense brandstichting
Het arrest Eindhovense brandstichting (HR 19 maart 1934, NJ 1934/450) is een arrest van de Nederlandse Hoge Raad dat betrekking heeft op de vraag wanneer er sprake is van begin van uitvoering van een misdrijf.

## Casus
Twee mannen hebben alles in gereedheid gebracht om een huis in brand te steken: er zijn met benzine doordrenkte lappen, er is een gaspistool met een touw dat van buiten het huis bediend kan worden. Zij worden evenwel verhinderd om de brand aan te steken. 

## Rechtsvraag
Was er in dit geval al sprake van het begin van uitvoering? (Nee)

## Hoge Raad
De Hoge Raad overwoog:

dat de bewezenverklaarde handelingen aan het vereischte van uitvoeringshandeling niet voldoen; dat wel, volgens de bewezenverklaring requirant H. alles in gereedheid heeft gebracht om het huis in brand te doen vliegen, doch de daad, welke als begin van uitvoering van de brandstichting zou kunnen gelden, de daad, welke zonder onverwachte gebeurtenis – bijvoorbeeld het weigeren van het gaspistool, het niet vlam vatten van het met benzine gedrenkte goed, het zich niet voortplanten van het vuur ondanks het afgaan van het pistool, enz. – of wel zonder het ingrijpen van anderen – bijvoorbeeld het wegslaan van de hand, welke zich naar het over het muurtje hangende touwtje uitstrekte, enz. – tot het in brand geraken van de woning of de zich daarin bevindende goederen zou hebben geleid, in de bewezenverklaring niet ligt opgesloten (...); 
O. dat het Hof nu wel bewezen heeft, dat de uitvoering van het misdrijf niet is voltooid alleen door de van H.'s wil onafhankelijke omstandigheid, dat hij in zijn misdadigen opzet werd verhinderd vóór het vuur door hem ontstoken was en het Hof met name heeft aangenomen, dat de aanwezigheid van mensen in de nabijheid van de woning van Restiau en van het muurtje, waarover het touwtje hing, H. heeft weerhouden aan het touwtje te trekken, en zelfs om zich ter plaatse te vertoonen, doch met dit laatste, onder de zich hier voordoende omstandigheden, juist is gegeven de afwezigheid van een daad van H., welke dicht genoeg bij de voltooiing stond om als een daad van uitvoering te kunnen worden aangemerkt;

en ontsloeg de requiranten van alle rechtsvervolging.

## Belang
Het arrest Eindhovense brandstichting is van belang voor de vraag waar de scheidslijn ligt tussen voorbereidingshandelingen en uitvoeringshandelingen. De Hoge Raad concludeerde in dit geval tot ontslag van alle rechtsvervolging, omdat niet met zekerheid kon worden vastgesteld dat H. poging tot brandstichting zou hebben gedaan indien hij niet de personen bij het muurtje was tegengekomen.
Van de strenge objectieve leer die de Hoge Raad in dit arrest aanhing werd afstand genomen in het Cito-arrest.